# Mineros de Zacatecas (Tercera División)
El Mineros de Zacatecas "TDP" es un club de fútbol mexicano con sede en la ciudad de Guadalupe, Zacatecas, y que actualmente participa en el Grupo 9 de la Tercera División de México. Fue fundado el 28 de mayo de 2014 y es el equipo filial del Club Deportivo Mineros de Zacatecas de la Liga de Expansión MX. Juega sus partidos de local en la Unidad Deportiva de Guadalupe.

## Historia
Al no conseguir que Estudiantes Tecos regresara a la Primera División de México, el presidente de Grupo Pachuca, Jesús Martínez Patiño, confirmó el 28 de mayo de 2014, un cambio de nombre y sede, anunciando que el equipo se mudaría de Jalisco a Zacatecas, y tomaría el nombre de Mineros de Zacatecas. Esto sucedió debido a que existía un acuerdo con el gobierno zacatecano de enviar a un equipo de fútbol profesional a esa entidad, y apoyado también por el hecho de que en Guadalajara había demasiada competencia, ya que también se encontraban los equipos de Chivas, Atlas y Leones Negros.
Días después de este anuncio, Mineros de Zacatecas anunció que el equipo de Tercera División se quedaría en Zapopan, ya que se tenía la intención de seguir con la formación de talentos en Jalisco, dando así que sus partidos como local se realizaron en el Estadio 3 de Marzo, pero a diferencia de la filial de Segunda División, este equipo no mantuvo el nombre ni el escudo del extinto Estudiantes Tecos, ya que si cambió su nombre y su escudo al recién aparecido Mineros de Zacatecas.
El 27 de mayo del 2015, la directiva de Mineros de Zacatecas informó que a partir del Torneo Apertura 2015, los equipos de la Segunda y Tercera División se mudarían a Zacatecas. Con este hecho culminaría el proceso de mudanza del equipo al Estado y el club tendría concreto todo su esquema de fuerzas básicas.
En total, el equipo ha ganado dos campeonatos de filiales en la Tercera División, lográndolo con un bicampeonato. El primero fue en la Temporada 2014-15, cuando tenía como sede el Estadio 3 de marzo, ante Cruz Azul Jasso por un marcador global de 4 - 1, y el segundo en la Temporada 2015-16, ya en Zacatecas, ante Tigres SD por un marcador global 5 - 5, y ganando 4 - 2 en la tanda de penales.

## Estadio

### Estadio 3 de Marzo (2014 - 2015)
Ubicado en Zapopan, Jalisco, el Estadio 3 de Marzo fue sede del equipo durante la temporada 2014-15 de la Tercera División. Luego de la mudanza de la franquicia de Estudiantes Tecos a Zacatecas para ser transformado en el, ahora, Mineros de Zacatecas, en 2014 la directiva decidió que la filial también cambiaría su nombre y escudo, pero se mantendría en Jalisco para continuar con la formación de jugadores en esa entidad. Durante su estancia, el equipo logró el campeonato de filiales de la Tercera División de la misma temporada ante Cruz Azul Jasso, con un marcador global de 4 - 1.

### Unidad Deportiva de Guadalupe (2015 - Actualidad)
A partir de la temporada 2015-16, la directiva decidió trasladar a los equipos filiales de Mineros en Segunda y Tercera División a Zacatecas para poder tener su esquema de fuerzas básicas en la entidad. Derivado de esto, el Ayuntamiento de Guadalupe firmó un convenio con la directiva de Mineros de Zacatecas para hacer que la filial disputara sus partidos como local en la Unidad Deportiva de Guadalupe, logrando así que hubiera partidos de fútbol profesional en el municipio.

## Entrenadores
Actualizado al 5 de junio de 2021.
Último partido citado: Mineros TDP 0 - 0 Cimarrones TDP (Vuelta de los cuartos de final, T2020-21)
| Mauricio Gallaga                                   |                    |    |    |    |    |   |
| México                                             | 2014-15            | 36 | 26 | 7  | 3  | 2 |
| Cristian Flores                                    |                    |    |    |    |    |   |
| México                                             | 2015-16 - 2016-17  | 36 | 27 | 7  | 2  | 2 |
| Víctor Montiel                                     |                    |    |    |    |    |   |
| México                                             | 2016-17            | 30 | 20 | 3  | 7  | 0 |
| Esteban Vega                                       |                    |    |    |    |    |   |
| México                                             | 2017-18 - 2018-19  | 79 | 55 | 10 | 14 | 1 |
| José Ángel Ibarra                                  |                    |    |    |    |    |   |
| México                                             | 2019-20            | 18 | 11 | 2  | 5  | 0 |
| José Ángel Trejo                                   |                    |    |    |    |    |   |
| México                                             | 2020-21 - Presente | 28 | 17 | 7  | 4  | 0 |
| (1) Incluye datos de la fase regular y fase final. |                    |    |    |    |    |   |

## Palmarés

### Torneos oficiales
| Competición nacional             | Títulos           | Subcampeonatos |
| -------------------------------- | ----------------- | -------------- |
| Tercera División de México (2/0) | 2014-15, 2015-16. |                |

## Temporadas
| Temporada | División           | Posición                 |
| --------- | ------------------ | ------------------------ |
| 2014/2015 | 5.Tercera División | 1.º Grupo XI (Campeón)   |
| 2015/2016 | 5.Tercera División | 2o. Grupo IX (Campeón)   |
| 2016/2017 | 5.Tercera División | 2o. Grupo IX (Semifinal) |
| 2017/2018 | 5.Tercera División | 1.º Grupo IX (Cuartos)   |
| 2018/2019 | 5.Tercera División | 2o. Grupo IX (Semifinal) |
| 2019/2020 | 5.Tercera División | 3o. Grupo IX             |